# München Barons
Die München Barons waren eine professionelle Eishockey-Mannschaft der Anschutz Sports & Entertainment Group, die zwischen 1999 und 2002 in der Deutschen Eishockey Liga aktiv war. Ihre Heimspiele trugen die Barons im Olympia-Eissportzentrum aus, das damals Platz für 6262 Zuschauer bot. Größter Erfolg der Barons war die Deutsche Meisterschaft 2000.

## Geschichte
Nach langen Verhandlungen zwischen der Anschutz Entertainment Group, dem Lizenzinhaber Landshut Cannibals, dem ESC München und der Münchener Olympiapark GmbH wurde am 1. Juni 1999 die Gründung der Münchener Eishockey Club GmbH bekannt gegeben. Die Lizenz für die Deutsche Eishockey Liga wurde von den verschuldeten Landshut Cannibals übernommen, der Spielbetrieb sollte im Olympia-Eisstadion stattfinden. Mitte Juni wurde der Name und das Logo der Barons präsentiert. Die Verantwortlichen des neuen Münchner Klubs planten in der ersten Spielzeit der Vereinsgeschichte mit einem Etat von acht Millionen Mark. Geschäftsführer des Clubs wurde Boris Capla.
Trotz eines schwachen Starts präsentiert sich das Team in der ersten Saison sportlich gut und konnte in der Hauptrunde auf Anhieb mit 109 Punkten den zweiten Platz hinter den Kölner Haien belegen. Einer der teamintern besten Scorer war der Deutsch-Kanadier Shane Peacock, der mit 52 erzielten Punkten der beste Verteidiger der Liga war. In den Play-offs steigerte sich die Mannschaft und erreichte durch einen Viertelfinalsieg gegen die Frankfurt Lions sowie durch einen 3:0-Sieg nach Spielen im Halbfinale gegen die Kassel Huskies das Play-off-Finale. Dort trafen die Barons auf die Kölner Haie, welche die Münchner ebenfalls besiegen konnten und letztendlich in ihrer ersten Spielzeit in der Deutschen Eishockey Liga überraschenderweise die Deutsche Meisterschaft gewannen. Trotz des sportlichen Erfolgs blieben die Zuschauerzahlen hinter den Erwartungen zurück (Hauptrunde: 2800; Play-offs: 4900).
| Saison    | Liga | Hauptrunde | Play-offs  |
| --------- | ---- | ---------- | ---------- |
| 1999/2000 | DEL  | 2. Platz   | Meister    |
| 2000/01   | DEL  | 3. Platz   | Finale     |
| 2001/02   | DEL  | 1. Platz   | Halbfinale |

In der Saison 2000/2001 belegten die Münchener nach der Hauptrunde den dritten Tabellenrang und qualifizierten sich damit zum zweiten Mal in Folge für die Endrunde. In den Play-offs erreichten die Barons erneut das Finale, welches sie in einer Best-of-Five-Serie mit 1:3 Niederlagen gegen die Adler Mannheim verloren. Dennoch konnten die Zuschauerzahlen nicht entscheidend gesteigert werden. Durch fehlende Sponsoreneinnahmen und einen teuren Kader wurden in der Folgezeit zudem hohe Verluste geschrieben.
Nachdem die Mannschaft in der Vorsaison nach der Hauptrunde den dritten Platz belegt hatte, konnte diese in der Spielzeit 2001/02 gewonnen werden. Mit einem Punkt Vorsprung zum Tabellenzweiten, den Adlern aus Mannheim, qualifizierten sich die Münchner trotz großer Verletzungsprobleme als Tabellenerster für die Play-offs. In der ersten Runde konnten die Barons den Rivalen aus Augsburg mit 3:1 Spielen besiegen und erreichten somit zum dritten Mal in der Vereinsgeschichte das Halbfinale. Dort scheiterte das Team an dem späteren Meister, den Kölner Haien. Trotz leicht gestiegener Zuschauerzahlen verkündete am 3. Juni 2002 die Anschutz-Group aus finanziellen Gründen den Umzug nach Hamburg. So hatten sich auch die Sponsoreneinnahmen nicht zufriedenstellend entwickelt. Trotz langer Spekulationen zuvor kam der plötzliche Umzug überraschend. Zwischen 2002 und 2016 spielten die München Barons unter dem Namen Hamburg Freezers in Hamburg in der höchsten deutschen Spielklasse, der DEL.

## Mannschaft

### Bedeutende Mannschaften

#### Deutscher Meister 2000
| Position      | Name |
| Tor:          | Christian Künast, Jochen Lehmann, Boris Rousson |
| Verteidigung: | Kent Fearns, Jason Herter, Markus Jocher, Hans Lodin, Christopher Luongo, Shane Peacock, Brent Severyn, Heiko Smazal |
| Sturm:        | Peter Abstreiter, Mike Casselman, Peter Douris, Thomas Greilinger, Jörg Handrick, Philip Huber, Wayne Hynes, Bob Joyce, Mike Kennedy, Jari Korpisalo, Bill McDougall, Johan Rosén, Alexander Serikow, Pelle Svensson, Bob Sweeney, Simon Wheeldon, Svend Wiele |
| Trainer:      | Sean Simpson |

#### Deutscher Vize-Meister 2001
| Position      | Name |
| Tor:          | Christian Künast, Boris Rousson, Jochen Lehmann |
| Verteidigung: | Kent Fearns, Jason Herter, Patrick Köppchen, Hans Lodin, Christopher Luongo, Shane Peacock, Christoph Schubert, Heiko Smazal, Zarley Zalapski                                                                                                   |
| Sturm:        | Peter Abstreiter, Dave Chyzowski, Thomas Dolak, Peter Douris, Rick Girard, Jörg Handrick, Raimond Hilger, Philip Huber, Mike Kennedy, Daniel Koslow, Peter Larsson, Johan Rosén, Alexander Serikow, Andy Schneider, Bob Sweeney, Simon Wheeldon |
| Trainer:      | Sean Simpson |

## Spieler

### Vereinsinterne Rekorde in der DEL
| Beste Statistik während der Teamzugehörigkeit |                |                                                   |
| Kategorie                                     | Name           | Anzahl                                            |
| Meiste Spiele                                 | Simon Wheeldon | 170 (in drei Spielzeiten)                         |
| Meiste Tore                                   | Simon Wheeldon | 44 (in drei Spielzeiten)                          |
| Meiste Vorlagen                               | Simon Wheeldon | 97 (in drei Spielzeiten)                          |
| Meiste Punkte                                 | Simon Wheeldon | 141 (44 Tore und 97 Vorlagen in drei Spielzeiten) |
| Meiste Strafminuten                           | Simon Wheeldon | 240 (in drei Spielzeiten)                         |

### Bedeutende Spieler
(Teamzugehörigkeit und Position in Klammern)
| - Simon Wheeldon (1999–2002, Stürmer) Der Kanadier spielte seit der Vereinsgründung im Jahre 1999 für die Barons und stand in München bis zum Umzug des Klubs 2002 unter Vertrag. In dieser Zeit konnte er mit 170 Partien und 141 Scorerpunkten sowohl die meisten Punkte, als auch die meisten Spiele der Vereinsgeschichte erzielen beziehungsweise absolvieren. Nach dem Umzug wechselte er zurück zum VEU Feldkirch und beendete 2004 seine Karriere. | - Christoph Schubert (2000–2002, Verteidigung) Schubert kam in 105 Partien zum Einsatz, in denen der Verteidiger 25 Punkte erzielen konnte. Nach dem Umzug der Barons wechselte er nach Nordamerika, wo er für die Ottawa Senators und die Atlanta Thrashers in der NHL aktiv war. Von 2010 bis zur Einstellung des Spielbetriebes 2016 spielte er bei den Hamburg Freezers.                                                    |
| - Johan Rosén (1999–2002, Stürmer) Der Stürmer, der bereits zuvor für die Landshut Cannibals aktiv war, gehört mit 83 erzielten Scorerpunkten zu den punktbesten Offensivspielern der Münchner Vereinsgeschichte. Nach dem Umzug 2002 verließ er den Klub und wechselte zurück nach Schweden zu Leksands IF, wo er 2005 seine Karriere beendete. | - Boris Rousson (1999–2002, Tor) Rousson stand insgesamt drei Jahre für die Barons auf dem Eis. Dabei gehörte er zu den besten Torhütern der Deutschen Eishockey Liga. Der Deutsch-Kanadier war zudem einer der wenigen Spieler, die den Verein auch nach dessen Umzug nach Hamburg nicht verließen. Er spielte bis 2007 für die Hamburg Freezers und beendete nach zwei weiteren Jahren bei den Kassel Huskies seine Karriere. |

### Teilnahme von Spielern am DEL All-Star Game

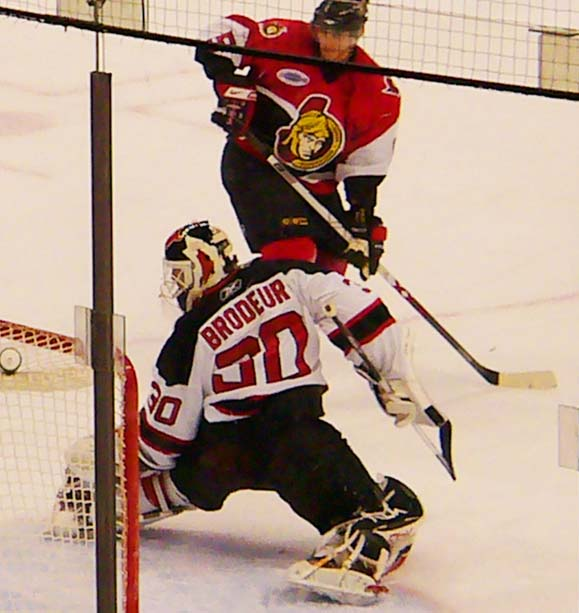
Christoph Schubert nahm im Jahr 2002 am DEL All-Star-Game teil

Einige Spieler der Barons wurden während ihrer Teamzugehörigkeit für das DEL All-Star Game nominiert. Dies war ein Freundschaftsspiel, welches von 1998 bis 2009 jährlich stattfand und in dem die herausragendsten Spieler der Deutschen Eishockey Liga gegeneinander antraten.
| Teilnehmer am DEL All-Star Game |             |              |                   |
| Name                            | Position    | Teilnahme(n) | Team              |
| Peter Douris                    | Stürmer     | 2002         | DEL All-Star Team |
| Christian Künast                | Torwart     | 2002         | Team Deutschland  |
| Derek Plante                    | Stürmer     | 2002         | DEL All-Star Team |
| Andy Schneider                  | Stürmer     | 2002         | DEL All-Star Team |
| Christoph Schubert              | Verteidiger | 2002         | Team Deutschland  |

## Trainer
| Zeitraum  | Trainer      |
| --------- | ------------ |
| 1999–2002 | Sean Simpson |

Die München Barons beschäftigten in ihrer dreijährigen Vereinsgeschichte lediglich einen Trainer. Der in England geborene Kanadier Sean Simpson war zwischen 1999 und 2002 Headcoach der Münchner und konnte mit dem Verein in der Saison 1999/2000 die Deutsche Meisterschaft gewinnen und in den folgenden zwei Spielzeiten das Finale beziehungsweise die zweite Runde der Play-offs erreichen.
Nachdem der Verein im Sommer 2002 nach Hamburg umzog wurde Simpson weiterhin als Chef-Trainer engagiert. Am 30. April 2003 wurde er auf Grund des ausbleibenden sportlichen Erfolgs von seiner Tätigkeit freigestellt.